# A Debreceni VSC 2016–2017-es európaikupa-szereplése
A Debreceni VSC az Európa-liga 2016–2017-es szezonjában a 2015–2016-os magyar bajnokság 3. helyezettjeként szerzett indulási jogot.

## 1. selejtezőkör
2016. június 20-án a svájci Nyonban tartották az 1. és 2. selejtezőkör sorsolását, melyen a debreceni csapat kiemelt volt.
A La Fiorita a san marinó-i bajnokságban ezüstérmet szerzett az előző kiírásban, ugyanakkor megnyerte a kupát, és végül ezzel szerzett jogot az El-indulásra. Az 1967-ben alapított gárda hazájában sem számít meghatározó csapatnak, eddig három bajnoki címet ünnepelhetett. Az európai hadszíntéren még ennél is rutintalanabbak, és bár 2012 óta rendszeres résztvevői a nemzetközi kupáknak, sok sikerélményük eddig nem volt: eddigi négy párharcukból egyaránt vesztesként kerültek ki, mind a nyolc találkozójukat elvesztették, gólkülönbségük pedig 1–28 volt a találkozó előtt.

### Első mérkőzés
| 2016. június 30., csütörtök 20:30 (CET) |

| SP La Fiorita                                   | 0 – 5               | Debreceni VSC                                                            |
| ----------------------------------------------- | ------------------- | ------------------------------------------------------------------------ |
| Bugli 55' Bollini 72' Gasperoni 84' Martini 85' | (0 – 2) Jegyzőkönyv | 5' (0–1) 83' (0–4) Szakály 34' (0–2) 49' (0–3) Tisza 89' (0–5) Szekulics |

| Stadio Olimpico, Serravalle, San Marino Nézőszám: 400 Játékvezető: Juri Frischer (észt) Asszisztensek: Silver Koiv és Dmitri Vinogradov |

| La Fiorita | Debrecen |

Használt rövidítések (magyar rövidítés – angol rövidítés – poszt):
| - KA – GK – kapus - V – DF – hátvéd - S – SW – söprögető - JV – RB – jobb oldali védő - KV – CB – középső védő - BV – LB – bal oldali védő - JSZV – RWB – jobb szélső védő - BSZV – LWB – bal szélső védő | - KP – MF – középpályás - VKP – DM – védekező középpályás - BKP – LM – bal oldali középpályás - KKP – CM – középső középpályás - JKP – RM – jobb oldali középpályás | - JSZ – RW – jobb szélső - BSZ – LW – bal szélső - TKP – AM – támadó középpályás | - CS – ST, FW – csatár - JCS – RF – jobb oldali csatár - KCS – CF – középső csatár - BCS – LF – bal oldali csatár |

| LA FIORITA:    |    |                    |         |
|                |    |                    |         |
| K              | 23 | Gianluca Vivan     |         |
| JV             | 18 | Marco Gasperoni    | 84'     |
| V              | 5  | Davide Bugli       | 55'     |
| V              | 13 | Gianluca Bollini   | 72' 75' |
| BV             | 3  | Andrea Martini     |         |
| VKP            | 8  | Nicola Cavalli     | 65'     |
| JKP            | 16 | Danilo Rinaldi     |         |
| KP             | 17 | Damiano Tommasi    |         |
| KP             | 21 | Alessio Cangini    |         |
| BKP            | 33 | Tommaso Zafferani  | 89'     |
| KCS            | 11 | Marco Martini      | 85'     |
| Cserék:        |    |                    |         |
| K              | 1  | Emanuele Quadrelli |         |
| V              | 6  | Alberto Mazzola    | 75'     |
| CS             | 7  | Simon Parma        | 65'     |
| CS             | 9  | Andy Selva         |         |
| KP             | 23 | Thomas De Biagi    |         |
| KP             | 97 | Andrea Righi       |         |
| CS             | 99 | Alessandro Guidi   | 89'     |
| Vezetőedző:    |    |                    |         |
| Luigi Bizzotto |    |                    |         |

| DEBRECENI VSC: |    |                        |               |
|                |    |                        |               |
| K              | 22 | Bozsidar Radosevics    |               |
| JV             | 77 | Alekszandar Jovanovics |               |
| V              | 17 | Mészáros Norbert       |               |
| V              | 25 | Dusan Brkovics         |               |
| BV             | 11 | Ferenczi János         |               |
| JKP            | 27 | Karol Mészáros         | 58'           |
| KP             | 33 | Varga József           |               |
| KP             | 8  | Holman Dávid           |               |
| BKP            | 55 | Szakály Péter          | 5' 83'        |
| JCS            | 10 | Tisza Tibor            | 34' 49' 68'   |
| BCS            | 16 | Geoffrey Castillion    | szünetben     |
| Cserék:        |    |                        |               |
| K              | 87 | Verpecz István         |               |
| V              | 3  | Szatmári Csaba         |               |
| KP             | 16 | Ognyen Dzselmics       | 58'           |
| KP             | 21 | Ludánszki Bence        |               |
| KP             | 24 | Danilo Szekulics       | 68'           |
| V              | 28 | Nagy Zoltán            |               |
| CS             | 70 | Kulcsár Tamás          | szünetben 89' |
| Vezetőedző:    |    |                        |               |
| Kondás Elemér  |    |                        |               |

Asszisztensek:

 Silver Koiv (észt) (partvonal)

 Dmitri Vinogradov (észt) (partvonal)

Negyedik játékvezető:

 Eiko Saar (észt)

#### Összefoglaló
Rögtön támadólag lépett fel a debreceni együttes, beszorította vendéglátóját, és már a 3. percben nagy helyzetet dolgozott ki, de Tisza emelése a jobb sarok mellett ment el. Csak két percet kellett várni és a vezető gól is megszületett: egy szép akció végén Tisza beadásából Szakály Péter fejelt a hálóba (0–1). Próbálkoztak időnként a hazaiak is, de helyzetet nem sikerült kialakítaniuk. Többnyire a Lokinál volt a labda, sorra vezette támadásait és több nagy lehetőséget is kialakítottak. A 34. percben már kettővel vezetett a Loki: Varga passzolt a bal oldalon felfutó Ferenczihez, aki középre adott, Tisza Tibor pedig 7 méterről a hálóba lőtt (0–2). A második félidőre Castillion helyett Kulcsár folytatta, aki rögtön ziccerbe került, de lövését bravúrral védte a hazaiak kapusa, Vivan, aki két perccel később már tehetetlen volt, amikor a 16-oson belül Szakály passzát Tisza Tibor gólra váltotta (0–3). Gyors, rövidpasszos játékot produkálva állandó nyomás alatt tartották a vendégek a hazai kaput. Egy kontra végén majdnem szépített a La Fiorita, de a labda a kapufát találta el. A hajrában, hét perccel a mérkőzés vége előtt Dzselmics lőtt kapura, Vivan nagyot ugorva tolt egyet a labdán, ami azonban Szakályhoz került, ő pedig a balösszekötő helyéről a hálóba lőtt (0–4). Öt perccel később Kulcsár Tamás is betalált, ezzel a Loki 5-0-ra nyert, és gyakorlatilag eldöntötte a továbbjutást.
A két csapat között volt ennyi különbség, viszont ezt a pályán is mindig meg kellett mutatni. A fiúk nagyon jól futballoztak, elégedett vagyok a teljesítményükkel, hozzáállásukkal, az utolsó percben is mentek, mert szerettek volna még gólt szerezni. A cserék is hozzátettek a játékhoz. Szép akciókat sikerült vezetnünk, volt például olyan, amit gyakoroltunk a héten, és abból szereztük gólt. Még maradt is a csapatban néhány találat. Az ellenfélnek volt egy-két kontrája, ami veszélyesnek bizonyult, ezekre figyelni kell a jövőben. Radosevicnek egyetlen alkalommal akadt dolga, akkor bravúrra volt szüksége. Az ilyen mérkőzésen előfordul, hogy csak egyszer kell védeni, a kapus azonban ragyogóan megoldotta. A végén vigyázni kellett, hogy nehogy megsérüljön valaki, mert az ellenfél túlment az egészséges agresszivitás határán. Az eredmény önmagáért beszél, mindenkivel elégedett vagyok.

#### Statisztika
| Összesen                     | La Fiorita | Debrecen |
| ---------------------------- | ---------- | -------- |
| Gól                          | 0          | 5        |
| Lövés                        | 4          | 30       |
| Kaput eltalált lövés         | 1          | 14       |
| Kaput nem talált lövés       | 2          | 12       |
| Blokkolt lövés               | 1          | 4        |
| Kapus védés                  | 10         | 2        |
| Szöglet                      | 1          | 10       |
| Les                          | 5          | 3        |
| Elkövetett szabálytalanság   | 6          | 14       |
| Elszenvedett szabálytalanság | 14         | 6        |
| Sárga lap                    | 4          | 0        |
| Piros lap                    | 0          | 0        |

### Visszavágó
| 2016. július 7., csütörtök 18:00 (CET) (TV: M4 Sport) |

| Debreceni VSC                        | 2 – 0               | SP La Fiorita                                        |
| ------------------------------------ | ------------------- | ---------------------------------------------------- |
| Tisza 41' (1–0) 69' Holman 51' (2–0) | (1 – 0) Jegyzőkönyv | 13' Cangini 75' G. Bollini 79' Cavalli 88' Zafferani |

| Nagyerdei stadion, Debrecen Nézőszám: 10 200 Játékvezető: Stavros Mantalos (görög) Asszisztensek: Michael Karsiotis és Stylianos Tsolakis |

| Debrecen | La Fiorita |

Használt rövidítések (magyar rövidítés – angol rövidítés – poszt):
| - KA – GK – kapus - V – DF – hátvéd - S – SW – söprögető - JV – RB – jobb oldali védő - KV – CB – középső védő - BV – LB – bal oldali védő - JSZV – RWB – jobb szélső védő - BSZV – LWB – bal szélső védő | - KP – MF – középpályás - VKP – DM – védekező középpályás - BKP – LM – bal oldali középpályás - KKP – CM – középső középpályás - JKP – RM – jobb oldali középpályás | - JSZ – RW – jobb szélső - BSZ – LW – bal szélső - TKP – AM – támadó középpályás | - CS – ST, FW – csatár - JCS – RF – jobb oldali csatár - KCS – CF – középső csatár - BCS – LF – bal oldali csatár |

| DEBRECENI VSC: |    |                        |           |
|                |    |                        |           |
| K              | 22 | Bozsidar Radosevics    |           |
| JV             | 77 | Alekszandar Jovanovics |           |
| V              | 25 | Dusan Brkovics         |           |
| V              | 3  | Szatmári Csaba         |           |
| BV             | 69 | Korhut Mihály          |           |
| JKP            | 16 | Ognyen Dzselmics       | szünetben |
| KP             | 33 | Varga József           |           |
| KP             | 8  | Holman Dávid           | 51' 67'   |
| BKP            | 55 | Szakály Péter          | 61'       |
| JCS            | 16 | Geoffrey Castillion    |           |
| BCS            | 10 | Tisza Tibor            | 41' 69'   |
| Cserék:        |    |                        |           |
| K              | 87 | Verpecz István         |           |
| V              | 11 | Ferenczi János         | 61'       |
| KP             | 24 | Danilo Szekulics       | 67'       |
| KP             | 27 | Karol Mészáros         | szünetben |
| V              | 28 | Nagy Zoltán            |           |
| CS             | 70 | Kulcsár Tamás          |           |
| Vezetőedző:    |    |                        |           |
| Kondás Elemér  |    |                        |           |

| LA FIORITA:    |    |                    |         |
|                |    |                    |         |
| K              | 23 | Gianluca Vivan     |         |
| JV             | 18 | Marco Gasperoni    |         |
| V              | 5  | Davide Bugli       |         |
| V              | 13 | Gianluca Bollini   | 75'     |
| BV             | 7  | Simon Parma        | 70'     |
| VKP            | 9  | Andy Selva         | 83'     |
| JKP            | 16 | Danilo Rinaldi     |         |
| KP             | 17 | Damiano Tommasi    |         |
| KP             | 21 | Alessio Cangini    | 13' 89' |
| BKP            | 33 | Tommaso Zafferani  | 88'     |
| CS             | 11 | Marco Martini      |         |
| Cserék:        |    |                    |         |
| K              | 1  | Emanuele Quadrelli |         |
| V              | 4  | Marco Brighi       |         |
| KP             | 8  | Nicola Cavalli     | 70' 79' |
| V              | 22 | Francesco Beinat   |         |
| KP             | 23 | Thomas De Biagi    |         |
| KP             | 97 | Andrea Righi       | 89'     |
| CS             | 99 | Alessandro Guidi   | 83'     |
| Vezetőedző:    |    |                    |         |
| Luigi Bizzotto |    |                    |         |

Asszisztensek:

 Michael Karsiotis (görög) (partvonal)

 Stylianos Tsolakis (görög) (partvonal)

Negyedik játékvezető:

 Marios Lambropoulos (görög)

#### Összefoglaló
Az első perctől kezdve a debreceniek domináltak az összecsapás során; csatáraik, Castillion és Tisza többször is betalálhatott volna a vendégek kapujába, azonban a vendégek kapusa, Vivian, mindet hárította. A 41. percben végre megtört a jég, egy remek összjátékot követően (Szakály-Holman) Tisza Tibor megcsillogtatta támadó erényeit: ráfordult a kapura és 12 méterről nagy gólt rúgott a jobb felső sarokba (1–0). A szünet után nem sokáig kellett várni a következő hazai találatra, Holman Dávid betört a tizenhatoson belülre, majd jobbal kilőtte a bal alsó sarkot (2–0). A második gól után alaposan leült a mérkőzés irama, természetesen továbbra is a Debrecen dominált, ám komolyabb lehetőségek nem akadtak a vendéglátók előtt. A 72. percben közel jártak a lokisták a harmadik találathoz, de a nem sokkal korábban beállt Szekulics közelről a lécre vágta a labdát. Tíz perccel a lefújás előtt Castillion is megdöngette a vasat, ő a jobb oldali kapufára pörgetett 7 méterről.
Nem vagyok boldog, mert rengeteg helyzetet kihagytunk, és lassabban játszottunk, mint kértem. Lehetett volna most is öt a különbség, ha koncentráltabbak vagyunk a kapu előtt. Ezen a mérkőzésen lehetőséget tudtunk adni Szatmári Csabának, aki jól mozgott, Korhut Misinek, aki most jött vissza a válogatottól, kint keveset játszott, meccsterhelésre van szüksége, mert jövő héten a fehéroroszok ellen nagyon nehéz dolgunk lesz. Az új igazolásokat is pályára küldtük, ami azért jó, mert így szokni tudják a közeget, a stadiont. Sokkal jobb így játszani, hogy ilyen sokan kilátogattak. Ezért is vagyok bosszús, hogy nem rúgtunk több gólt. Reméljük, jövő héten is kijönnek a szurkolók, és segítik a csapat szereplését.
Jobban sikerült ez a mérkőzés, mint az első, de ezúttal is kijött a technikai különbség. Ettől függetlenül ezzel az eredménnyel elégedettek lehetünk. A Debrecen sokkal jobb csapat, de fontos volt számunkra, hogy minél jobb benyomást keltsünk ilyen sok néző előtt, egy ilyen szép stadionban. Nagyon örülünk, hogy sokan kijöttek, mert otthon három-négyszáz ember előtt szoktunk játszani, a legtöbb játékosunk soha nem futballozott ennyi szurkoló előtt.

#### Statisztika
| Összesen                     | Debrecen | La Fiorita |
| ---------------------------- | -------- | ---------- |
| Gól                          | 2        | 0          |
| Lövés                        | 36       | 7          |
| Kapu eltalált lövés          | 13       | 2          |
| Kaput nem talált lövés       | 14       | 2          |
| Blokkolt lövés               | 9        | 3          |
| Kapus védés                  | 2        | 11         |
| Szöglet                      | 11       | 1          |
| Les                          | 2        | 2          |
| Elkövetett szabálytalanság   | 19       | 8          |
| Elszenvedett szabálytalanság | 7        | 19         |
| Sárga lap                    | 1        | 4          |
| Piros lap                    | 0        | 0          |

Továbbjutott a Debreceni VSC, 7–0-s összesítéssel.

## 2. selejtezőkör
A Debreceni VSC csapata a fehérorosz Torpedo–BelAZ Zsogyino együttesével méri össze erejét a 2. selejtezőkörben. Az első mérkőzést július 14-én, a visszavágót 21-én rendezik. A fehérorosz csapatnak nem kellett az Európa-liga első fordulójában játszania, a második körben csatlakozik. A BelAZ megnyerte a fehérorosz kupát, ezzel szerzett jogot az El-indulásra.

### Első mérkőzés
Az Európai Labdarúgó Szövetség (UEFA) által kijelölt játékvezető a ciprusi Leóntiosz Tráttu, aki a hazaiak számára már ismerős lehet, hiszen 2010. augusztus 19-én ő vezette a Debreceni VSC PFK Litex Lovecs elleni mérkőzését az Európa-liga rájátszásában, melyet a debreceniek 2–0-ra nyertek meg (a visszavágón szintén győztesen hagyták el a játékteret, mégpedig 2–1 arányban, ezzel bejutottak a csoportkörbe). 
| 2016. július 14., csütörtök 18:30 (CET) (tv: M4 Sport) |

| Debreceni VSC                                         | 1 – 2               | Torpedo Zsogyino                                                                                |
| ----------------------------------------------------- | ------------------- | ----------------------------------------------------------------------------------------------- |
| Tisza 2' (1–0) Brkovics 50' Mészáros K. 52' Varga 88' | (1 – 1) Jegyzőkönyv | 23' (1–1) Zaginajlov 88' (1–2) Klopockij 25' Pankovec 31' Sapoval 68' Scserbo 90+1' Pavljukovec |

| Nagyerdei stadion, Debrecen Nézőszám: 6 015 Játékvezető: Leontios Trattou (ciprusi) Asszisztensek: Michael Soteriou és Sotiris Viktoros |

| Debrecen | Torpedo Zsogyino |

Használt rövidítések (magyar rövidítés – angol rövidítés – poszt):
| - KA – GK – kapus - V – DF – hátvéd - S – SW – söprögető - JV – RB – jobb oldali védő - KV – CB – középső védő - BV – LB – bal oldali védő - JSZV – RWB – jobb szélső védő - BSZV – LWB – bal szélső védő | - KP – MF – középpályás - VKP – DM – védekező középpályás - BKP – LM – bal oldali középpályás - KKP – CM – középső középpályás - JKP – RM – jobb oldali középpályás | - JSZ – RW – jobb szélső - BSZ – LW – bal szélső - TKP – AM – támadó középpályás | - CS – ST, FW – csatár - JCS – RF – jobb oldali csatár - KCS – CF – középső csatár - BCS – LF – bal oldali csatár |

| DEBRECENI VSC: |    |                        |         |
|                |    |                        |         |
| K              | 22 | Bozsidar Radosevics    |         |
| JV             | 77 | Alekszandar Jovanovics |         |
| V              | 25 | Dusan Brkovics         | 50'     |
| V              | 17 | Mészáros Norbert       |         |
| BV             | 69 | Korhut Mihály          |         |
| JKP            | 27 | Karol Mészáros         | 52' 63' |
| KP             | 33 | Varga József           | 88'     |
| TKP            | 8  | Holman Dávid           | 82'     |
| BKP            | 55 | Szakály Péter          |         |
| JCS            | 91 | Geoffrey Castillion    | 57'     |
| BCS            | 10 | Tisza Tibor            | 2'      |
| Cserék:        |    |                        |         |
| K              | 87 | Verpecz István         |         |
| V              | 3  | Szatmári Csaba         |         |
| V              | 11 | Ferenczi János         | 82'     |
| KP             | 16 | Ognyen Dzselmics       | 63'     |
| CS             | 20 | Takács Tamás           | 57'     |
| KP             | 24 | Danilo Szekulics       |         |
| V              | 28 | Nagy Zoltán            |         |
| Vezetőedző:    |    |                        |         |
| Kondás Elemér  |    |                        |         |

| TORPEDO ZSOGYINO: |    |                      |           |
|                   |    |                      |           |
| K                 | 23 | Valerij Fomicsev     |           |
| JV                | 18 | Valerij Scserbo      | 85'       |
| V                 | 4  | Jevgenyij Klopockij  | 88'       |
| V                 | 2  | Artyom Cseljadinszki |           |
| BV                | 6  | Alekszej Pankovec    | 25'       |
| JKP               | 77 | Mihail Afanaszijev   |           |
| KP                | 10 | Andrej Hacsaturjan   | 80'       |
| KP                | 7  | Szergej Sapoval      | 31'       |
| BKP               | 87 | Vadim Demidovics     | 13'       |
| JCS               | 14 | Terenti Lucevics     |           |
| BCS               | 28 | Szergej Zaginajlov   | 88' 69'   |
| Cserék:           |    |                      |           |
| K                 | 35 | Jegor Hatkevics      |           |
| V                 | 21 | Valerij Karsakevics  |           |
| KP                | 22 | Alekszandr Pavlovec  |           |
| V                 | 30 | Pavel Cseljadko      | 85'       |
| KP                | 31 | Jurij Pavljukovec    | 80' 90+1' |
| KP                | 90 | Denisz Trapasko      | 69'       |
| CS                | 99 | Alekszej Belevics    |           |
| Vezetőedző:       |    |                      |           |
| Igor Krjusenko    |    |                      |           |

Asszisztensek:

 Michael Soteriou (ciprusi) (partvonal)

 Sotiris Viktoros (ciprusi) (partvonal)

Negyedik játékvezető:

 Nikolas Neokleous (ciprusi)

#### Összefoglaló
Első támadásából, már a 2. percben vezetést szerzett a hazai csapat; Szakály készített le fejjel egy előreívelt labdát, Tisza Tibor pedig a tizenhatoson vonaláról kapásból lőtt, a labda pedig egy védő combján megpattanva a bal alsó sarokban kötött ki (1–0). A 23. percben egyenlített a fehérorosz alakulat; Mészáros Norbert röviden fejelt ki egy labdát, amelyet Zaginajlov kapásból a jobb alsó sarokba bombázott tizennyolc méterről, amire a hazaiak kapusa, Radosevics hiába vetődött nagyot, a remekül helyezett lövés a hálóban kötött ki (1–1). Szabadrúgáshoz jutott a vendégcsapat; Klopockij jó harminc méterről elemi erővel a jobb felső sarokba lőtte a labdát (1–2).
Végig irányítottuk a találkozót, rengeteg helyzetet alakítottunk ki, az ellenfél egy átlövéssel és egy jól eltalált szabadrúgással tudott nyerni. Nem érdemeltünk vereséget. Masszívan futballozott a Zsogyino, erre is számítottunk, mégis sikerült sok lehetőséget kidolgoznunk, folyamatosan az ellenfél térfelén voltunk. Nagyon sajnálom ezt a mérkőzést, mert győzelmet szalasztottunk el. Nem adjuk fel, az dönt, hogyan használjuk ki a helyzeteinket a visszavágón.
Nehéz mérkőzésen vagyunk túl, az ellenfél jól futballozott, keményen küzdött, ezért is örülünk nagyon a győzelemnek. Boldog vagyok, hogy az első, kapott gól után – ami szerencsétlen találat volt, megpattant egy játékosunkon – összeszedtünk magunkat, és sikerült azt nyújtanunk, amit elterveztük, sőt egy kicsit többet is. A játékosok nagy része még tapasztalatlan a nemzetközi porondon, sokan most játszottak először az Európa-ligában, ez meg is látszott rajtuk, de miután megnyugodtak, jól teljesítettek. Egyelőre nem ünnepeljük a továbbjutást, még mindig úgy gondolom, hogy ötven-ötven százalék az esély.

#### Statisztika
| Összesen                     | Debrecen | Torpedo Zsogyino |
| ---------------------------- | -------- | ---------------- |
| Gól                          | 1        | 2                |
| Lövés                        | 21       | 9                |
| Kapu eltalált lövés          | 6        | 6                |
| Kaput nem talált lövés       | 6        | 2                |
| Blokkolt lövés               | 9        | 1                |
| Kapus védés                  | 0        | 5                |
| Szöglet                      | 4        | 2                |
| Les                          | 2        | 1                |
| Elkövetett szabálytalanság   | 15       | 17               |
| Elszenvedett szabálytalanság | 17       | 14               |
| Sárga lap                    | 3        | 4                |
| Piros lap                    | 0        | 0                |

### Visszavágó
| 2016. július 21., csütörtök 18:00 (CET) (tv: M4 Sport) |

| Torpedo Zsogyino                                                                | 1 – 0                         | Debreceni VSC |
| ------------------------------------------------------------------------------- | ----------------------------- | ------------- |
| Demidovics (1–0) 25' Zaginajlov 35' Sapoval 44' Hacsaturjan 72' Cseljadko 90+4' | (1 – 0) Jegyzőkönyv Részletek | 63' Brkovics  |

| Tarpeda Stadion, Zsodzina, Fehéroroszország · Nézőszám: 2 650 · Játékvezető: Dimitar Mecskarovszki (macedón) · Asszisztensek: Dejan Nedelkoski és Goce Petreski |

| Torpedo Zsogyino | Debrecen |

Használt rövidítések (magyar rövidítés – angol rövidítés – poszt):
| - KA – GK – kapus - V – DF – hátvéd - S – SW – söprögető - JV – RB – jobb oldali védő - KV – CB – középső védő - BV – LB – bal oldali védő - JSZV – RWB – jobb szélső védő - BSZV – LWB – bal szélső védő | - KP – MF – középpályás - VKP – DM – védekező középpályás - BKP – LM – bal oldali középpályás - KKP – CM – középső középpályás - JKP – RM – jobb oldali középpályás | - JSZ – RW – jobb szélső - BSZ – LW – bal szélső - TKP – AM – támadó középpályás | - CS – ST, FW – csatár - JCS – RF – jobb oldali csatár - KCS – CF – középső csatár - BCS – LF – bal oldali csatár |

| TORPEDO ZSOGYINO: |    |                       |           |
|                   |    |                       |           |
| K                 | 23 | Valerij Fomicsev      |           |
| JV                | 17 | Anton Golenkov        | 66'       |
| V                 | 4  | Jevgenyij Klopockij   | 88'       |
| V                 | 14 | Terentij Lucevics     |           |
| V                 | 2  | Artyom Cseljadinszkij |           |
| BV                | 6  | Alekszej Pankovec     |           |
| JKP               | 77 | Mihail Afanaszjev     | 87'       |
| KP                | 10 | Andrej Hacsaturjan    | 72'       |
| BKP               | 7  | Szergej Sapoval       | 44'       |
| BCS               | 28 | Szergij Zaginajlov    | 58' 78'   |
| JCS               | 87 | Vadim Demidovics      | 25'       |
| Cserék:           |    |                       |           |
| K                 | 35 | Jarog Hatkevics       |           |
| V                 | 18 | Vlagyimir Scserbo     |           |
| V                 | 22 | Alekszandr Pavlovec   |           |
| V                 | 30 | Pavel Cseljadko       | 66' 90+4' |
| KP                | 31 | Jurij Pavljukovec     |           |
| CS                | 90 | Gyenisz Trapasko      | 78'       |
| KP                | 99 | Alekszej Belevics     | 87'       |
| Vezetőedző:       |    |                       |           |
| Igor Krjusenko    |    |                       |           |

| DEBRECENI VSC: |    |                        |     |
|                |    |                        |     |
| K              | 22 | Bozsidar Radosevics    |     |
| JV             | 77 | Alekszandar Jovanovics |     |
| V              | 25 | Dusan Brkovics         | 63' |
| V              | 17 | Mészáros Norbert       |     |
| BV             | 69 | Korhut Mihály          |     |
| JKP            | 24 | Danilo Szekulics       |     |
| KP             | 8  | Holman Dávid           | 59' |
| KP             | 33 | Varga József           |     |
| BKP            | 55 | Szakály Péter          | 65' |
| JCS            | 10 | Tisza Tibor            |     |
| BCS            | 91 | Geoffrey Castillion    | 57' |
| Cserék:        |    |                        |     |
| K              | 87 | Verpecz István         |     |
| V              | 3  | Szatmári Csaba         |     |
| V              | 11 | Ferenczi János         | 65' |
| KP             | 16 | Ognyen Dzselmics       |     |
| CS             | 20 | Takács Tamás           | 57' |
| V              | 28 | Nagy Zoltán            |     |
| CS             | 88 | Horváth Zsolt          | 59' |
| Vezetőedző:    |    |                        |     |
| Kondás Elemér  |    |                        |     |

Asszisztensek:

 Dejan Nedelkoski (macedón) (partvonal)

 Goce Petreski (macedón) (partvonal)

Negyedik játékvezető:

 Dejan Jakimovksi (macedón)

#### Összefoglaló
A 25. percben Zaginajlov jobb oldali beadását Brkovics és Jovanovics közül az ötösről a bal alsóba perdíti Vadim Demidovics (1–0). A 60. percben Sapoval jobblábas, 22 méteres lövését a bal felső lécen csattan, Radosevic repült, de nem érte el. A 84. percben Tisza emelget az ötös jobb sarka előtt, majd meglepő módon Takács jobbal a kapus ölébe passzolja a labdát.
Sajnos mi az otthoni meccsen vesztettük el a továbbjutást, ahol rengeteg helyzetet kidolgoztunk. Ma ez másképpen alakult, ezúttal nagyon jól zárt az ellenfelünk, remekül védekezett, és nem tudtunk ziccert kialakítani. Még több lövéssel kellett volna kísérleteznünk, a beadások sem úgy sikerültek, ahogy szerettük volna. Egy gólt most is tudott lőni a fehérorosz csapat, míg mi egyet sem, így a Zsodino megérdemelten jutott tovább.

#### Statisztika
| Összesen                     | Torpedo Zsogyino | Debrecen |
| ---------------------------- | ---------------- | -------- |
| Gól                          | 1                | 0        |
| Lövés                        | 12               | 17       |
| Kapu eltalált lövés          | 4                | 5        |
| Kaput nem talált lövés       | 6                | 5        |
| Blokkolt lövés               | 2                | 7        |
| Kapus védés                  | 5                | 3        |
| Les                          | 5                | 2        |
| Elkövetett szabálytalanság   | 15               | 22       |
| Elszenvedett szabálytalanság | 19               | 15       |
| Sárga lap                    | 4                | 1        |
| Piros lap                    | 0                | 0        |

Továbbjutott a Torpedo Zsogyino, 3–1-es összesítéssel.

## UEFA csapat koefficiens
Aktualizálva: 2016. július 21.

### 2016–17-es szezon
Forrás: UEFA
| Csapat        | SGY | SD | SV | GY | D | V | Bónusz | Pont  |
| ------------- | --- | -- | -- | -- | - | - | ------ | ----- |
| Debreceni VSC | 2   | 0  | 2  | 0  | 0 | 0 | 0,000  | 2,000 |

### Évről évre
Forrás
| Szezon    | Koefficiens pontszám (adott szezon) | Összesített pontszám (utolsó 5 szezon alapján) | Helyezés |
| --------- | ----------------------------------- | ---------------------------------------------- | -------- |
| 2004–2005 | 00,833                              | 14,390                                         | 149      |
| 2005–2006 | 00,200                              | 13,840                                         | 152      |
| 2006–2007 | 00,200                              | 11,675                                         | 166      |
| 2007–2008 | 00,200                              | 10,960                                         | 172      |
| 2008–2009 | 00,200                              | 01,633                                         | 242      |
| 2009–2010 | 04,550                              | 05,350                                         | 204      |
| 2010–2011 | 02,550                              | 07,700                                         | 178      |
| 2011–2012 | 00,450                              | 07,950                                         | 174      |
| 2012–2013 | 02,100                              | 09,850                                         | 157      |
| 2013–2014 | 00,675                              | 10,325                                         | 159      |
| 2014–2015 | 01,925                              | 07,700                                         | 206      |
| 2015–2016 | 01,325                              | 05,300                                         | 224      |
| 2016–2017 | 01,000                              | 06,475                                         | 220      |

Dőlttel a még le nem zárult szezonban elért eredményt jelöltük.